# Файер, Эндрю
Эндрю Захари Файер (англ. Andrew Z. Fire; род. 27 апреля 1959, Пало-Алто, штат Калифорния) — американский учёный, молекулярный генетик. Лауреат Нобелевской премии по физиологии и медицине 2006 года, совместно с Крейгом Мелло, «за открытие РНК-интерференции — эффекта гашения активности определенных генов». Член Национальной академии наук США (2004), доктор философии, профессор Стэнфордского университета.

## Биография
Окончил Калифорнийский университет в Беркли (бакалавр математики, 1978). В 1983 году получил степень доктора философии по биологии в Массачусетском технологическом институте — под началом генетика Филлипа Шарпа, впоследствии нобелевского лауреата 1993 года. С 1986 по 2003 год работал в отделении эмбриологии Института Карнеги (Балтимор, Мэриленд). С 1989 года профессор Университета Джонса Хопкинса. C 2003 года профессор патологии и генетики в медицинской школе Стэнфордского университета.
Член Американской академии искусств и наук (2004).

## Награды
- 1997 — Maryland Distinguished Young Scientist Award
- 2002 — Медаль Общества генетики Америки[англ.]
- 2002 — Премия Майенбург[англ.]
- 2003 — Passano Award[нем.]
- 2003 — Премия НАН США в области молекулярной биологии[англ.] (совместно с Крейгом Мелло)
- 2003 — Премия Уайли (совместно с Крейгом Мелло, Дэвидом Болкомбом и Thomas Tuschl[англ.]*)
- 2004 — Премия Хейнекена[5]
- 2004 — Warren Triennial Prize, Massachusetts General Hospital
- 2005 — Международная премия Гайрднера[6]
- 2005 — Премия Мэссри (совместно с Крейгом Мелло и Дэвидом Болкомбом)
- 2005 — Премия Розенстила (совместно с Крейгом Мелло, Виктором Эмбросом и Гэри Равканом)
- 2006 — Премия Пауля Эрлиха и Людвига Дармштадтера[нем.]
- 2006 — Нобелевская премия по физиологии и медицине

## Труды
- Andrew Fire, Siqun Xu, Mary K. Montgomery, Steven A. Kostas, Samuel E. Driver und Craig C. Mello: Potent and specific genetic interference by double-stranded RNA in Caenorhabditis elegans. In: Nature. Band 391, 1998, S. 806—811, PMID 9486653 PDF
- Nucleic acid structure and intracellular immunity: some recent ideas from the world of RNAi. In: Q Rev Biophys. 2006, S. 1-7.
- A. Fire, R. Alcazar und F. Tan: Unusual DNA structures associated with germline genetic activity in Caenorhabditis elegans. Genetics 2006.
- D. Blanchard, H. Hutter, J. Fleenor und A. Fire: A differential cytolocalization assay for analysis of macromolecular assemblies in the eukaryotic cytoplasm. In: Mol Cell Proteomics. 2006.
- F. Moreno-Herrero, R. Seidel, S. M. Johnson, A. Fire und N. H. Dekker: Structural analysis of hyperperiodic DNA from Caenorhabditis elegans. in: Nucleic Acids Res. Band 34, Nr. 10, 2006, S. 3057-3066.
- M. L. Foehr, A. S. Lindy, R. C. Fairbank, N. M. Amin, M. Xu, J. Yanowitz, A. Z. Fire und J. Liu: An antagonistic role for the C. elegans Schnurri homolog SMA-9 in modulating TGFbeta signaling during mesodermal patterning. In: Development. Band 133, Nr. 15, 2006, S. 2887—2896.